# Вороница (село)
Вороница (укр. Ворониця) — село в Дубовецкой сельской общине Ивано-Франковского района Ивано-Франковской области Украины.
Население по переписи 2001 года составляло 32 человека. Занимает площадь 0,522 км². Почтовый индекс — 77145. Телефонный код — 03431.